# ماریو پینتسائوتی
ماریو پینتسائوتی (ایتالیایی: Mario Pinzauti؛ ‏ زادهٔ ۱ مهٔ ۱۹۳۰ - ۲۰۱۰) فیلم‌نامه‌نویس و کارگردان فیلم اهل ایتالیا بود.
از فیلم‌ها یا مجموعه‌های تلویزیونی که وی در آن‌ها نقش داشته‌است، می‌توان به دو تپانچه مگنوم ۳۸ برای شهری از اشرار اشاره نمود.